# Letheobia graueri
Rhinotyphlops graueri là một loài rắn trong họ Typhlopidae. Loài này được Sternfeld mô tả khoa học đầu tiên năm 1912.